# Сен-Поль, Вальтер фон
Барон Вальтер фон Сен-Поль (нем. Walter Le Tanneux de Saint Paul-Illaire, 12 января 1860 — 12 декабря 1940) — немецкий комендант Узамбарского округа Германской Восточной Африки (правитель немецкой Восточной Африки), колониальный чиновник, первооткрыватель растений из рода Сенполия (Saintpaulia).

## Биография
Вальтер фон Сен-Поль родился 12 января 1860 года в Берлине.
Он был комендантом Узамбарского округа Германской Восточной Африки — колонии Германии, находившейся на территории современных Танзании, Бурунди и Руанды.
В 1892 году Сен-Поль обнаружил на территории Танзании, в районе Узамбарских гор, неизвестное в то время растение.
Вальтер фон Сен-Поль описывает встречу с этим растением так:
Цветок рос в расщелине прямо на обомшелом камне. Он словно светился бледно-голубым светом в чаше из десяти тёмных сочного цвета листьев, а в середине его горел ярко-жёлтый огонёк. Формой и цветом лепестков цветок напоминал нашу фиалку, но был гораздо нежнее.
Собранные семена он выслал своему отцу — президенту Германского дендрологического общества, Ульриху фон Сен-Полю, а тот передал их немецкому ботанику Герману Вендланду (1825—1903), который в 1893 году отнёс новые растения к семейству Геснериевые и назвал их в честь Вальтера фон Сен-Поля.
Вальтер фон Сен-Поль умер 12 декабря 1940 года в Берлине.

## Почести
Род растений Сенполия (лат. Saintpaulia) был назван Германом Вендландом в его честь.

## Некоторые работы
- Swahili-Sprachführer. — Daresalaam, 1896. (Немецко-суахили разговорник)
- Kriegs-Xenien: Stimmen und Stimmungen aus dem Weltkriege. — Leipzig, 1919.
- Der Fluch der deutschen «Gewissenhaftigkeit». — Berlin, 1921.